# Overlord
För slaget om Normandie under andra världskriget, se Operation Overlord.
Overlord är ett spel till Windows och Xbox 360. Spelet utvecklades av holländska Triumph Studios och publicerades av brittiska Codemasters. Spelet släpptes i Europa den 29 juni 2007.

## Handling
I Overlord kontrollerar spelaren den nya Över-herren av ondska. Din föregångare har blivit dödad av en grupp hjältar och det är nu din uppgift att bygga upp ditt rike och härska över världen.
Genom spelets gång samlar du på dig olika typer av undersåtar som har olika krafter. Bruna undersåtar är dina huvudsakliga soldater som du använder i strid mot dina fiender, röda undersåtar kan använda sig av olika eldkrafter, gröna undersåtar kan förgifta dina fiender och blåa undersåtar kan använda sig av vatten för att komma förbi olika hinder. Du använder dessa undersåtar för att utföra uppdrag åt dig.
Spelet går huvudsakligen ut på att vara så ond som möjligt. Du kan antingen förstöra allt och alla du ser för att öka din ondska, eller skapa en utdragen förrädisk plan.

## Systemkrav
Windows XP, DirectX 9.0c, Pentium 2.4 GHz eller Athlon XP 2400+ processor, 512 MB RAM, GeForce FX5900 eller Radeon 9500 grafikkort, 4.5 GB hårddiskutrymme, 2x DVD-ROM.
TCP/IP-läge (2 spelare): bredbandsuppkoppling krävs - 512 kbit/s rekommenderas för hosting. TCP/IP-nätverk.